# Symphonic Buck-Tick in Berlin
『Symphonic Buck-Tick in Berlin』（シンフォニック・バクチク・イン・ベルリン）は、日本のロックバンドであるBUCK-TICKの楽曲を収録したカバー・アルバム。
1990年7月21日にビクター音楽産業のInvitationレーベルからリリースされた。メンバーである今井寿が選曲した楽曲にオーケストラアレンジを施し、ドイツのベルリン室内管弦楽団によって演奏されている。また、本作はBUCK-TICKの各楽曲にインスパイアされて各編曲者が自由にイメージしてアレンジを行っているため、必ずしもオリジナル曲のメロディーと一致しない部分が存在する。
ベルリン室内管弦楽団の演奏だけでなく、演奏者として高瀬アキやチャーリー・マリアーノ、ミロスラフ・ヴィトウスなど、また編曲者として上野耕路や山本健司、千住明などの著名なミュージシャンが参加している。オリコンチャートでは最高位34位となった。

## 収録曲
全作曲: 今井寿。
| #         | タイトル                        | 作詞      | 作曲・編曲 | 編曲                   | 時間 |
| --------- | ------------------------------- | --------- | ---------- | ---------------------- | ---- |
| 1.        | 「Maboroshi no Miyako」(幻の都) |           |            | 上野耕路               | 4:44 |
| 2.        | 「Just Onr More Kiss」          |           |            | 山本健司               | 5:00 |
| 3.        | 「silent Night」                |           |            | フェビアン・レザ・パネ | 4:47 |
| 4.        | 「Hyper Love」                  |           |            | 上野耕路               | 4:20 |
| 5.        | 「aku no hana」(悪の華)         |           |            | 千住明                 | 4:52 |
| 合計時間: | 合計時間:                       | 合計時間: | 23:43      |                        |      |

| #         | タイトル             | 作詞      | 作曲・編曲 | 編曲                   | 時間 |
| --------- | -------------------- | --------- | ---------- | ---------------------- | ---- |
| 6.        | 「...in Heaven...」  |           |            | フェビアン・レザ・パネ | 4:58 |
| 7.        | 「illusion」         |           |            | 山本健司               | 6:10 |
| 8.        | 「Love Me」          |           |            | 千住明                 | 5:00 |
| 9.        | 「Kiss Me Good-Bye」 |           |            | 上野耕路               | 5:39 |
| 合計時間: | 合計時間:            | 合計時間: | 21:47      |                        |      |

## スタッフ・クレジット

### 参加ミュージシャン
- バリー・ロス - 指揮者

- 高瀬アキ - ピアノ
- チャーリー・マリアーノ - アルト・サクソフォーン
- アラン・ヴィトウス - パーカッション
- ミロスラフ・ヴィトウス - コントラバス
- エドウィン・サドウスキー - アコースティック・ギター

- クラウス・ベドノルツ - コンサートマスター
- ギュンター・メルデ - 2ndヴァイオリン
- ベルンハルト・ハーティング - ソロ・ヴィオラ
- ロルフ・ベッカー - ソロ・チェロ
- マティアス・ククック - コントラバス
- ゲルハルト・グライフ - ソロ・トランペット
- ゲラルド・マイヤー - ソロ・トロンボーン
- ニーコラウス・ワルヒ - ソロ・ホルン
- ステファン・フォイリヒ - マリンバ（4曲目のみ）
- ギュンター・グエルシュ - チェンバロ

### スタッフ
- ケニー稲岡（稲岡邦弥） - プロデュース
- 徳光英和（ビクターインビテーション） - プロデュース
- 小野誠彦 - レコーディング・エンジニア
- SHARON - アシスタント
- ユニコム東京 - プロダクション・コーディネーション
- シェリー“ファントム”バートラム - コントラクター

- BUCK-TICK - サンクス
- 田中淳一 - サンクス
- トーマス・ストウサンド - サンクス
- イーノ・フォン・ハッセルト - サンクス
- アレクサンダー・フォン・シュリッペンバッハ - サンクス
- 小野好恵 - サンクス
- ピーター・ヴィトウス - サンクス
- アーニャ - サンクス
- TAZHIJANA - サンクス
- MACK - サンクス
- KAOL - サンクス
- HIBIKI & OKI - サンクス
- IZUMI - サンクス
- MAO - サンクス
- 樋口和光 - エグゼクティブ・プロデューサー

- サカグチケン - アート・ディレクション、デザイン
- やまもとけいこ - デザイン
- 藤波理恵子 - アーティスト
- 石田東 - アート・コーディネーター
- 祖師雄一郎 - アート・コーディネーター

## リリース履歴
| No. | 日付          | レーベル                     | 規格  | 規格品番        | 最高順位 | 備考 |
| --- | ------------- | ---------------------------- | ----- | --------------- | -------- | ---- |
| 1   | 1990年7月21日 | ビクター音楽産業／Invitation | CD CT | VICL-45 VITL-34 | 34位     |      |